# Дунаво (ТВ филм)
„Дунаво” је југословенски кратки ТВ филм из 1981. године. Режирао га је Србољуб Божиновић а сценарио је написан по делу Бране Црнчевића.

## Улоге
| Глумац           | Улога |
| ---------------- | ----- |
| Зоран Радмиловић |       |